# Allemagne aux Jeux olympiques d'hiver de 1994
L'Allemagne participe aux Jeux olympiques d'hiver de 1994 à Lillehammer en Norvège du 12 au 27 février 1994. Il s'agit de sa sixième participation à des Jeux d'hiver.
La délégation allemande est composée de 112 athlètes: 79 hommes et 33 femmes.

## Liste des médaillés
| Sport                  | Discipline            | Athlète(s)                                                      |
| Médaille d'or : 9      |                       |                                                                 |
| Biathlon               | Relais hommes         | Ricco Groß Frank Luck Mark Kirchner Sven Fischer                |
| Bobsleigh              | Bob à quatre hommes   | Harald Czudaj Karsten Brannasch Olaf Hampel Alexander Szelig    |
| Luge                   | Simple hommes         | Georg Hackl                                                     |
| Patinage de vitesse    | 5 000 m femmes        | Claudia Pechstein                                               |
| Saut à ski             | Grand tremplin hommes | Jens Weißflog                                                   |
| Saut à ski             | Équipe hommes         | Hansjörg Jäkle Christof Duffner Dieter Thoma Jens Weißflog      |
| Ski alpin              | Super-G hommes        | Markus Wasmeier                                                 |
| Ski alpin              | Géant femmes          | Markus Wasmeier                                                 |
| Ski alpin              | Descente femmes       | Katja Seizinger                                                 |
| Médaille d'argent : 7  |                       |                                                                 |
| Biathlon               | Sprint hommes         | Ricco Groß                                                      |
| Biathlon               | Individuel hommes     | Frank Luck                                                      |
| Biathlon               | Relais femmes         | Uschi Disl Antje Harvey Simone Greiner-Petter-Memm Petra Schaaf |
| Luge                   | Simple femmes         | Susi Erdmann                                                    |
| Patinage de vitesse    | 1 000 m femmes        | Anke Baier                                                      |
| Patinage de vitesse    | 5 000 m femmes        | Gunda Niemann                                                   |
| Ski alpin              | Géant femmes          | Martina Ertl-Renz                                               |
| Médaille de bronze : 8 |                       |                                                                 |
| Biathlon               | Individuel hommes     | Sven Fischer                                                    |
| Biathlon               | Individuel hommes     | Uschi Disl                                                      |
| Bobsleigh              | Bob à quatre hommes   | Wolfgang Hoppe Ulf Hielscher Rene Hannemann Carsten Embach      |
| Luge                   | Double hommes         | Stefan Krausse et Jan Behrendt                                  |
| Patinage de vitesse    | 500 m femmes          | Franziska Schenk                                                |
| Patinage de vitesse    | 1 500 m femmes        | Gunda Niemann                                                   |
| Patinage de vitesse    | 3 000 m femmes        | Claudia Pechstein                                               |
| Saut à ski             | Petit tremplin hommes | Dieter Thoma                                                    |

| Sport               | Médaille d'or, Jeux olympiques | Médaille d'argent, Jeux olympiques | Médaille de bronze, Jeux olympiques | Total |
| ------------------- | ------------------------------ | ---------------------------------- | ----------------------------------- | ----- |
| Ski alpin           | 3                              | 1                                  | 0                                   | 4     |
| Saut à ski          | 2                              | 0                                  | 1                                   | 3     |
| Biathlon            | 1                              | 3                                  | 2                                   | 6     |
| Patinage de vitesse | 1                              | 2                                  | 3                                   | 6     |
| Luge                | 1                              | 1                                  | 1                                   | 3     |
| Bobsleigh           | 1                              | 0                                  | 1                                   | 2     |
| Total               | 9                              | 7                                  | 8                                   | 24    |